# Veiral
Veiral es una casería perteneciente a la parroquia de Miudes, en el concejo de El Franco, comarca de Eo-Navia, Principado de Asturias, España.